# Timo Hietala
Timo Jussi Hietala (* 23. November 1960) ist ein finnischer Komponist.

## Leben
Timo Hietala arbeitete seit Ende der 1990er Jahre als Filmkomponist für unterschiedliche Film- und Fernsehproduktionen. Sein Debüt als hauptverantwortlicher Komponist für einen Langspielfilm gab er mit dem 1997 veröffentlichten und von Heikki Kujanpää inszenierten Drama Jäänmurtaja. Seitdem war er für mehr als 50 Film- und Fernsehproduktionen als hauptverantwortlicher Komponist tätig. Für seine Musik zu dem von Hendrik Handloegten  inszenierten Drama Fenster zum Sommer wurde er bei der Verleihung des Deutschen Filmpreises 2012 für die Beste Musik nominiert. Zudem wurde er von 2002 bis 2015 sechs Mal für den finnischen Filmpreis Jussi für die Beste Musik nominiert. Für seine Arbeiten an Cyclomania und Hiljaisuus wurde er dabei jeweils ausgezeichnet.

## Filmografie
- 1997: Jäänmurtaja
- 2001: Cyclomania
- 2005: Die Handymafia (NDA – salassapitosopimus)
- 2007: Schlacht um Finnland (Tali-Ihantala 1944)
- 2011: El Médico – Die Cubatón Geschichte (El Medico: The Cubaton Story)
- 2011: Fenster zum Sommer
- 2011: Hiljaisuus
- 2012: Fegefeuer (Puhdistus)
- 2013: In aller Liebe (Kaikella rakkaudella)
- 2014: Unfassbar (Ihan sama, Fernsehserie, sechs Folgen)
- 2018: Matti und Sami und die drei größten Fehler des Universums